# رپیشچا
رپیشچا (به لهستانی:  Repiszcza) یک روستا در لهستان است که در گمینا چرمخا واقع شده‌است.